# TRAT1
TRAT1‏ (T cell receptor associated transmembrane adaptor 1) هوَ بروتين يُشَفر بواسطة جين TRAT1 في الإنسان.